# Capillaria acanthopagri
Espèce
Capillaria acanthopagri est une espèce de nématodes de la famille des Capillariidae, parasite de poissons.

## Hôtes
Capillaria acanthopagri parasite l'intestin du Pagre tête noire (Acanthopagrus schlegelii schlegelii).

## Répartition
L'espèce est connue de poissons du Japon.

## Taxinomie
L'espèce est décrite en 2006 par le parasitologiste tchèque František Moravec et des japonais Kazuya Nagasawa et Ione Madinabeitia.